# خیابان بی‌نام
خیابان بی نام (به فرانسوی: La Rue sans nom) نوشته مارسل امه نویسنده فرانسوی در سال ۱۹۳۰ به چاپ رسیده است.

## چکیده رمان
در این خیابان خانه‌های کهنه‌اند و ساکنانش کارگران تهیدستی هستند که پس از کار خسته و درمانده در کافه منش دور هم می‌نشینند تا گلویی تازه کنند. کافه پاهگاه آنان است. در پست‌ترین خانه‌ها مهاجران ایتالیایی زندگی می‌کنند.

## چاپ‌های داستان
- ۱۹۳۹ انتشارات نول رواو فرانسز
- ۱۹۸۹ انتشارات گالیمار